# Orthodox Celts
Orthodox Celts – serbski zespół założony w 1992 roku. Grający irlandzką muzykę folkową oraz celtic rock.

## Muzycy

### Obecny skład
- Aleksandar Petrović
- Dejan Lalić
- Nikola Stanojević
- Vladan Jovković
- Dejan Grujić
- Dušan Živanović
- Dragan Gnjatović

### Byli członkowie
- Ana Đokić
- Dejan Jevtović
- Dejan Popin
- Bojan Petrović

## Dyskografia

### Albumy studyjne
- Orthodox Celts (1994)
- The Celts Strike Again (1997)
- Green Roses (1999)
- A Moment Like The Longest Day (2002)
- One, Two... Five (2007)
- Many Mouths Shut (2017)

### Albumy koncertowe
- Musical Parallels (razem z zespołem Pachamama) (1996)

### Single
- The Celts Strike Again (1997)
- Galija (razem z Madam Piano)